# Тити на братята Олала
Титито на братята Олала (Callicebus olallae) е вид бозайник от семейство Сакови (Pitheciidae). Видът е застрашен от изчезване.

## Разпространение
Разпространен е в Боливия.